# Szárazd
Szárazd là một thị trấn thuộc hạt Tolna, Hungary. Thị trấn này có diện tích 7,78 km², dân số năm 2010 là 238 người, mật độ 31 người/km².